# Ceratinopsis locketi
Ceratinopsis locketi là một loài nhện trong họ Linyphiidae.
Loài này thuộc chi Ceratinopsis. Ceratinopsis locketi được Alfred Frank Millidge miêu tả năm 1995.